# جزر كوران
جزيرة كوران وهي مجموعة جزر صغيرة تقع جنوب غرب جزيرة يابن تنتشر في خليج طائر الجنة شمال جزيرة غينيا الجديدة وتتبع مقاطعة بابوا في إندونيسيا.